# Tresnuraghes
Tresnuraghes (topónimo oficial en lengua sarda) es una localidad italiana de la provincia de Oristán, región de Cerdeña,  con 1.277 habitantes.

## Evolución demográfica
| Gráfica de evolución demográfica de Tresnuraghes entre 1861 y 2001 |
|                                                                    |
| Fuente ISTAT - elaboración gráfica de Wikipedia                    |